# Gunner (Viborg)
Gunner OCist (* 1152; † 25. August 1251 in Asmild (heute Teil der Kommune Viborg)) war ein dänischer Zisterziensermönch und Bischof des Bistums Viborg. Besondere Bedeutung hat er als Hauptverfasser des Jütischen Rechts.

## Leben
Gunner studierte in Paris und galt als einer der bedeutendsten Gelehrten Dänemarks. 1208 begann er das Noviziat im Orden der Zisterzienser und wurde 1216 Abt im Kloster Øm. Als er 1222 mit 70 Jahren zum Bischof in Viborg gewählt wurde, galt er nur als Übergangskandidat. Er förderte das klösterliche Leben und zog sich gern in das Kloster Asmild zurück, wo er nach seinem schon 1245 beantragten Rücktritt starb. Schon gut ein Jahrzehnt nach seinem Tod wurde die Vita Gunneri episcopi Viborgensis verfasst.
Zur Erinnerung an sein Wirken dient die 2000 gegründete Bisp Gunners Gilde.